# 三浦縦貫道路

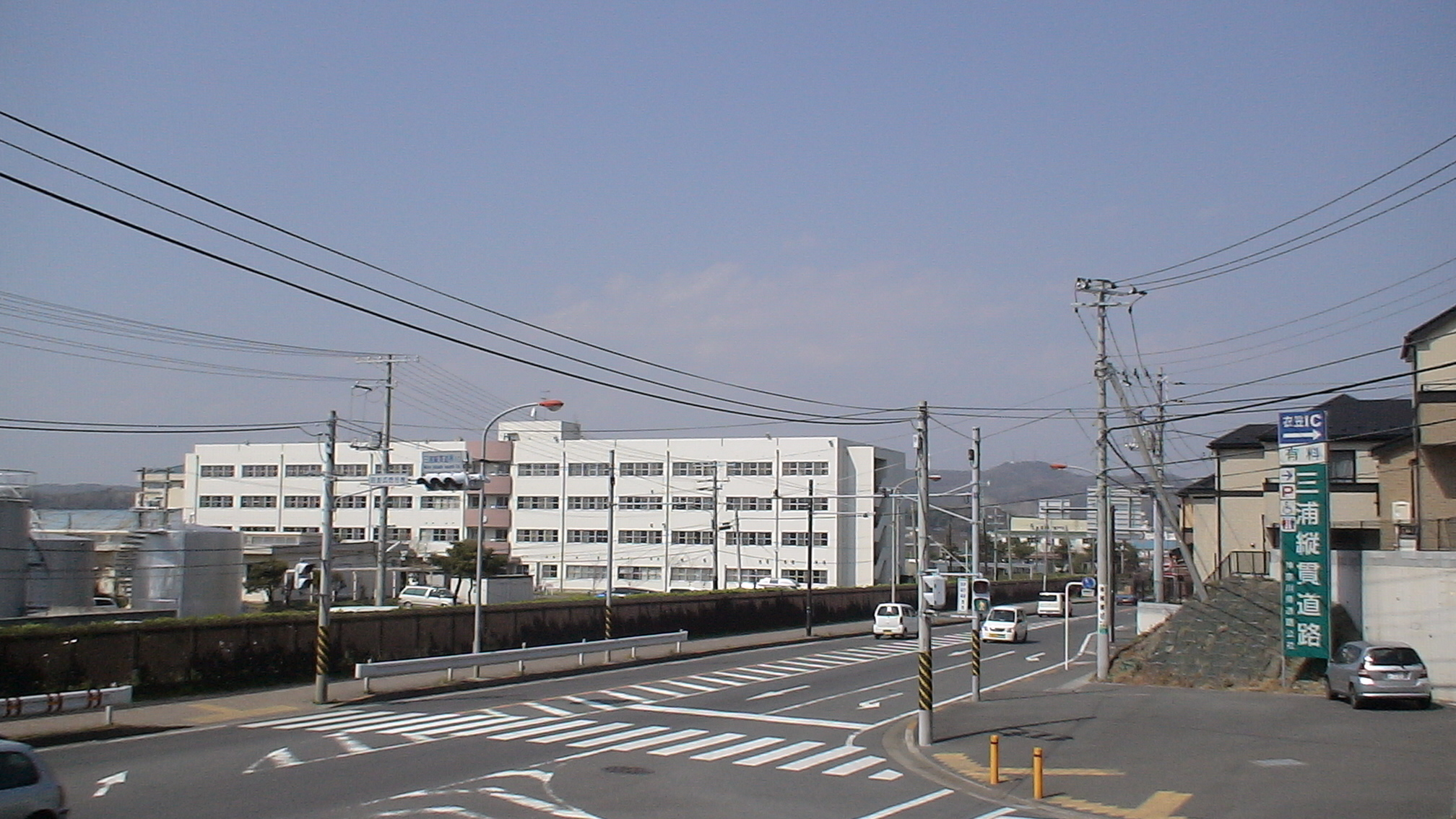
三浦縦貫道林入口交差点

三浦縦貫道路（みうらじゅうかんどうろ、Miura Jukan Road）は、神奈川県横須賀市衣笠町から、三浦市初声町下宮田まで至る、神奈川県道26号横須賀三崎線のバイパス道路。横須賀市衣笠町から同市林5丁目に至る1期区間4.7 kmは神奈川県道路公社が運営する有料の自動車専用道路であり、2000年3月に供用している。三浦サンサンラインの愛称がある。

## 概要

### 路線データ
- 起点：神奈川県横須賀市衣笠町
- 終点：神奈川県三浦市初声町下宮田

### 有料区間（衣笠-林）
横須賀市衣笠町 - 横須賀市林5丁目
- 運営 : 神奈川県道路公社
- 料金等 : 2020年7月現在、普通車の通行料金は310円[1]。
  - 通行料金支払い時にSuica・PASMOなどの交通系ICカード（PiTaPaを除く）を電子マネーとして利用することが可能[1][3]（当道路以外の神奈川県道路公社管轄有料道路では電子マネーの利用は不可[4]）。
  - 2024年7月より、ETC多目的サービス・ETCGOによる通行料金の支払いに対応している。
- 自動車専用道路であり、125 cc以下の二輪車（原付一種および原付二種）は通行禁止[4]。

### 無料区間（林-高円坊）
横須賀市林5丁目 - 三浦市初声町高円坊
- なお、上りは一般道併用であり、歩道が設置されていて、125 cc以下の二輪車（原付一種および原付二種）および自転車・歩行者も通行可能。

## 歴史
- 1994年6月17日：都市計画決定。
- 2000年3月4日：1期区間（延長約4.7 km）、衣笠IC連絡路開通。林IC部分供用開始[2]。
- 2004年度：2期区間北側区間（横須賀市林4丁目 - 三浦市初声町高円坊 約1.9 km）の事業着手[2]。
- 2009年3月：公募により愛称を「三浦サンサンライン」に決定[5]。
- 2020年8月10日：2期区間北側区間（横須賀市林4丁目 - 三浦市初声町高円坊 約1.9 km）供用開始[6][7]。
- 2022年3月30日：林ICの三浦市方面入口ランプが開通[8]。
- 2024年7月17日：ETC多目的利用サービス「ETCGO」の本格導入に向けた社会実験を開始[9]。
- 2025年1月12日：ETC多目的利用サービス「ETCGO」を本格導入[10]。

## 路線状況
神奈川県道26号横須賀三崎線のバイパスであり、横浜横須賀道路衣笠ICから三浦半島西岸の国道134号線を結ぶアクセス道路としての機能を持っている。

### 道路施設
- 衣笠城址トンネル
- 衣笠太田和トンネル
- 太田和公園トンネル

### インターチェンジなど
施設名欄の背景色が■である部分は施設が供用されていない、または完成していないことを示す。未開通のインターチェンジ名などは仮称である。
以下、インターチェンジなどは略称で示している。
- インターチェンジ =「IC」、パーキングエリア =「PA」

| IC 番号                        | 施設名                        | 接続路線名                                  | 起点 から (km) | 備考                                                   | 所在地   |
| ------------------------------ | ----------------------------- | ------------------------------------------- | -------------- | ------------------------------------------------------ | -------- |
|                                | 三浦縦貫道衣笠入口交差点      | 都市計画道路久里浜田浦線                    | 0.0            |                                                        | 横須賀市 |
| 8                              | 衣笠IC                        | E16 横浜横須賀道路                          | 0.5            |                                                        | 横須賀市 |
|                                | みうら縦貫PA                  |                                             | 2.6            | 上り線のみ設置。トイレのみ                             | 横須賀市 |
|                                | 本線料金所                    |                                             | 2.9            |                                                        | 横須賀市 |
|                                | 林IC (三浦縦貫道林入口交差点) | 国道134号                                   | 4.2            |                                                        | 横須賀市 |
| 終点                           | 三浦縦貫高円坊入口交差点      | 三浦市道14号（三浦市初声町高円坊）          | 6.1            |                                                        | 三浦市   |
| 未定                           |                               | 神奈川県道214号武上宮田線（池代交差点付近） | -              | 施設名は未定。計画中路線で事業化のめどはたっていない。 | 三浦市   |
| 未定                           |                               | 国道134号（三崎口駅北側付近）               | -              | 施設名は未定。計画中路線で事業化のめどはたっていない。 | 三浦市   |
| 都市計画道路西海岸線（計画中） |                               |                                             |                |                                                        |          |